# Afrikanskt borstgräs
Afrikanskt borstgräs (Pennisetum uliginosum) är en gräsart som beskrevs av Eduard Hackel och Adolf Engler. Enligt Catalogue of Life ingår Afrikanskt borstgräs i släktet borstgräs och familjen gräs, men enligt Dyntaxa är tillhörigheten istället släktet borstgräs och familjen gräs. Arten förekommer tillfälligt i Sverige, men reproducerar sig inte. Inga underarter finns listade i Catalogue of Life.